# Johann-Benda-Park

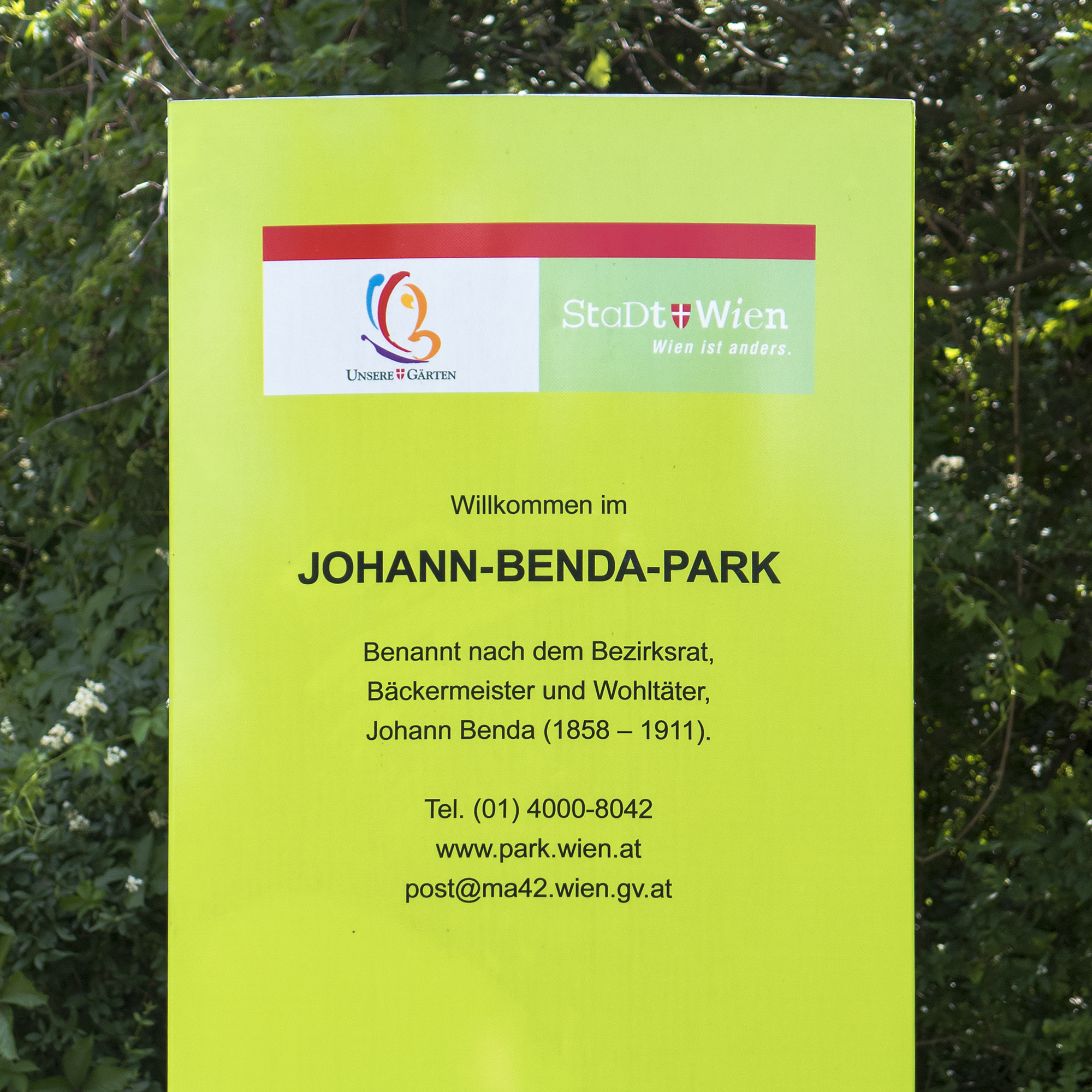
Namenstafel Johann-Benda-Park (2015)

Der Johann-Benda-Park ist ein Wiener Park im 10. Bezirk, Favoriten.

## Beschreibung

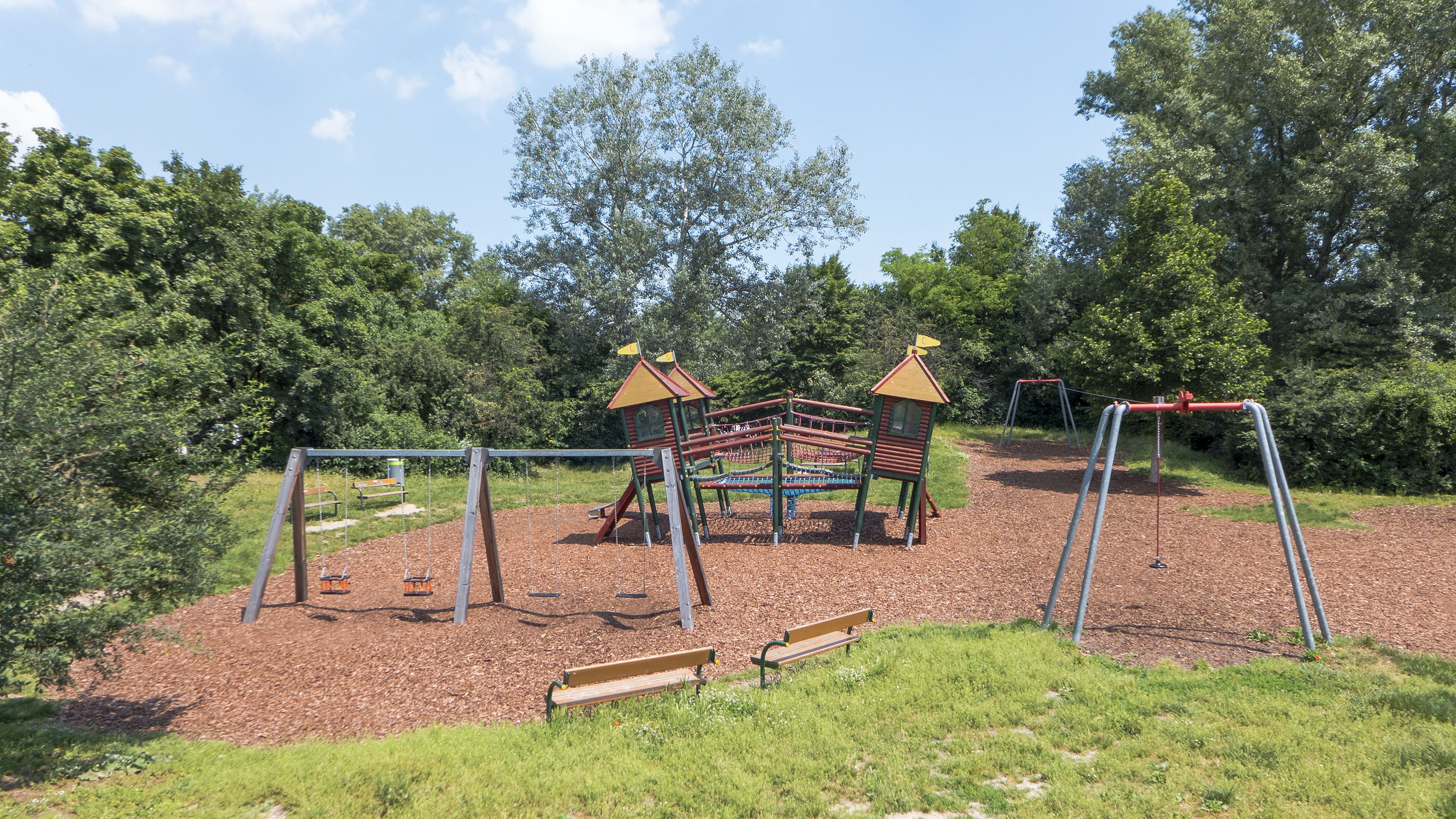
Johann-Benda-Park (2015)

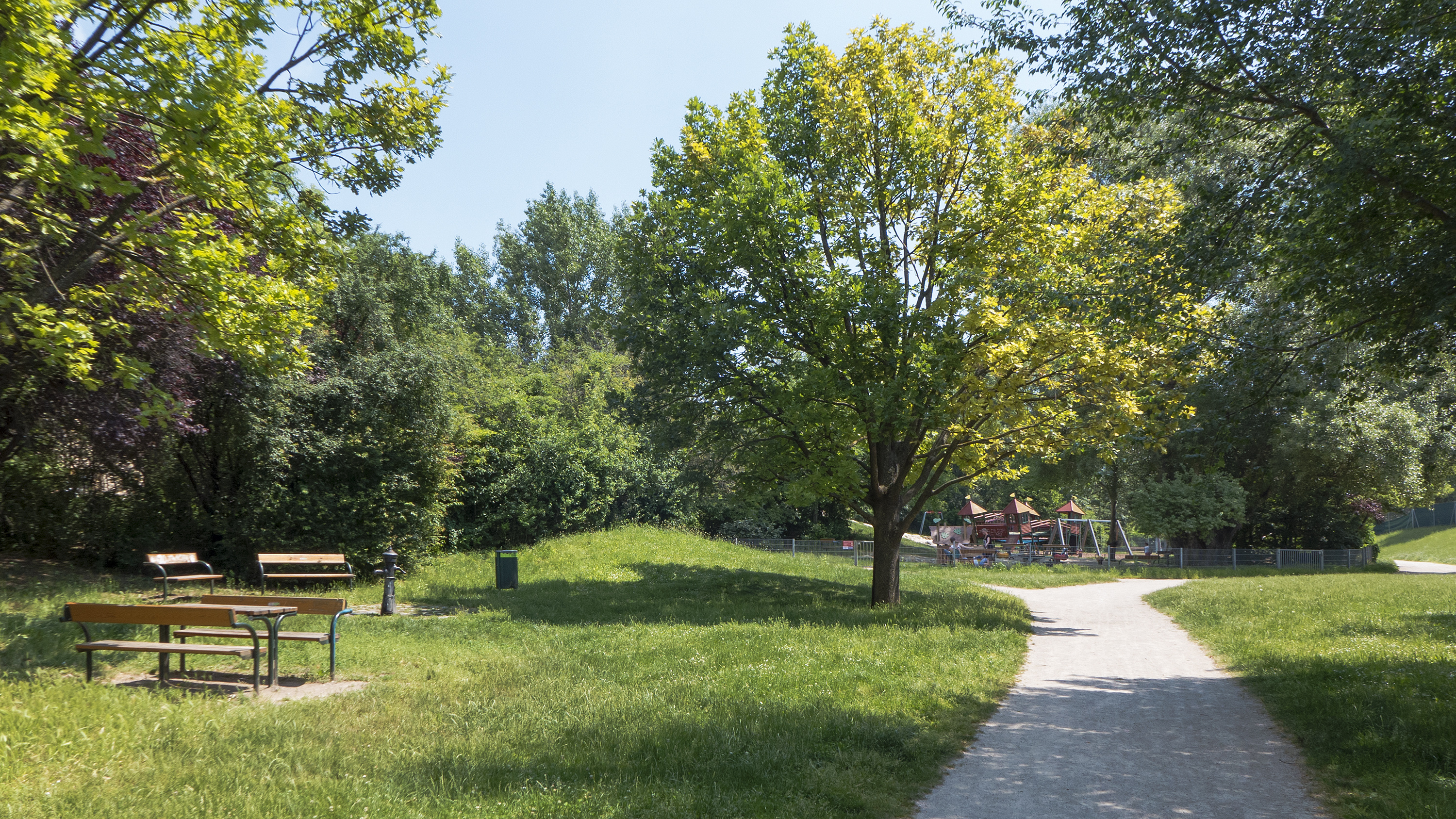
Johann-Benda-Park (2015)

Der Johann-Benda-Park ist ein ca. 52.000 m² großer naturnaher Park auf den ehemaligen Wienerberggründen im Bezirksteil Inzersdorf-Stadt. Der Park liegt zwischen der A23 Südosttangente, Pfarrgasse, Baron-Karl-Gasse, Neilreichgasse. Neben weitläufigen Wiesenflächen und Baumbestand verfügt der Park über einen Kleinkinder-, Kinder-, Jugendspielplatz, Beachvolleyballplatz, Sand- und Matschbereich, Sandspielplatz, Hundezone, Trinkbrunnen und einen Teich, der den Namen Bendateich trägt.

## Geschichte
Der Park und der Teich wurden am 8. Oktober 1987 im Gemeinderatsausschuss für Kultur der Stadt Wien nach dem Bezirksrat und Bäckermeister Johann Benda (1858–1911) benannt.